# Myosciurus
Myosciurus is een geslacht van zoogdieren uit de familie van de eekhoorns (Sciuridae).

## Soort
- Myosciurus pumilio (Le Conte, 1857) – Afrikaanse dwergeekhoorn